# ブリストル セントーラス

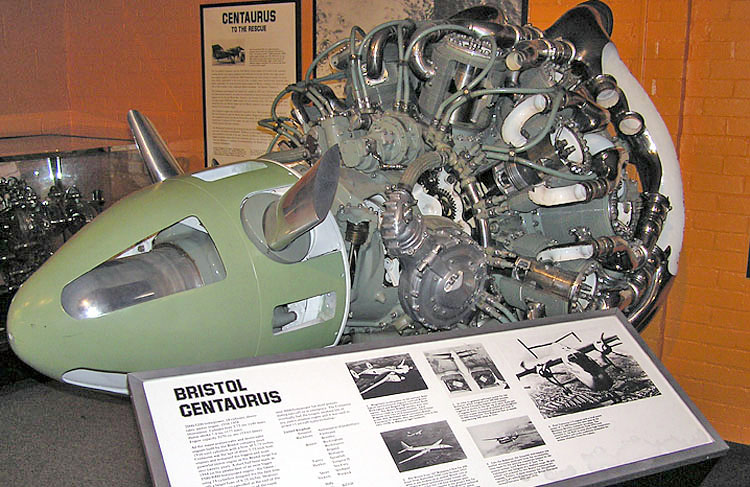
保存展示されているセントーラスエンジン

セントーラス（Centaurus）は第二次世界大戦期にイギリスのブリストル飛行機（以下、ブリストル）で開発された航空機用の複列18シリンダー空冷星型エンジンである。スリーブバルブを採用した最後のブリストル製エンジンであり、3,000hpもの大出力を誇った。
セントーラスとは英語でケンタウルス座を意味する。

## 開発・特徴
当時のブリストル製エンジンにはその祖先となるエンジンの機構をそのまま踏襲して設計されている部分があったが、セントーラスの場合もボア（ピストン径）は1918年に開発された単列星型エンジンのジュピターのものを踏襲していた。ちょうどセントーラスの開発中に生産が始められたハーキュリーズもこのジュピター由来のピストンを用いているエンジンであり、両者は構造的に兄弟的な関係にあると言える。ただしセントーラスのストローク（ピストン行程量）はハーキュリーズより大きいためシリンダーはより長く、またハーキュリーズのシリンダー数が14本なのに対してセントーラスでは18本へと増加している。その結果、ハーキュリーズでは排気量が38,700 ccであったのに対しセントーラスでは53,600 ccにまで増大しており、これはこれまで生産された航空機用レシプロエンジンとしては最大級の排気量である。
ブリストルの記録によれば、セントーラスは1938年時点では開発中であったが、型式テストの段階に入っていたらしく、それが終了し次第生産は可能であったが、様々な理由で生産ラインの構築が遅れ、実際に生産ラインが稼働したの1942年からであった。このような状況になった理由として考えられることは以下の通りである。
- ブリストル社の生産能力の問題。

これが普及しなかった一番の要因でもある。そもそも、同じ空冷ならセントーラスより小型で出力が1,500 hp程度のハーキュリーズも間接的なライバルとなった。1939年の段階でもイギリス軍の主力エンジンの1つという地位を確立しており、現に自社のボーファイターやボーフォートにも採用されていた。そのため、ハーキュリーズの生産が優先したうえ、会社側も自社で生産されていた2機種の生産もしていたことから、セントーラスを並行して生産する余裕はなかったこと。
- また、エンジンが完成した1939年から41年頃の主流の軍用機は、空冷なら14気筒、 液冷なら12気筒エンジンの搭載が主流で、登場した時期がある意味悪かった面があったこと。
- 他にも、イギリスでは主力戦闘機は終戦までスーパーマリン スピットファイアの運用が中心で、元々ホーカー シーフューリーが他国のような後継機（アメリカで言えば、F4FからF6FもしくはF4Uへの交代など）に相当するはずだったのだが、終戦に伴い白紙とされ、結果的に大量生産される機会を逸したこと。
- そもそも、出力面で言えば、液冷のロールス・ロイス グリフォンやネイピア セイバーもライバルとなったうえ、イギリスの軍用機は単発機は液冷、双発機以上が空冷という傾向であったため、改良型の候補や試作機として採用はされても、セントーラスをあえてを採用する理由がなかったこと。また、戦時中に開発されたホーカー テンペストなどの単発戦闘機に採用されず、需要の拡大が起きなかったこと。
- そのうえ、ライバルとなった液冷のマーリンエンジンシリーズを生産していたロールス・ロイス社は、生産ラインでは大きな問題は起きていなかったものの、その供給は万全とは言い難かった。ただでさえ、配備数の多い単発戦闘機の供給に不安を抱えている状況（実際、スピットファイアの供給拡大ができるまでホーカー ハリケーンも並行生産されていた）に液冷と空冷という構造の違うエンジンを混在させて、整備や補給の混乱を避けたかったこと。

実際、セントーラスは大戦中に大量生産されたとは言えず、テンペストIIやブラックバーン ファイアブランドの試作機用や後者の量産機として少数生産され、どちらも大戦中には完成したものの、実戦で使用されずに終わった。また、ウェリントンやウォリックなどの大型機の改良型のエンジン換装の候補にはなったものの、マーリンやハーキュリーズの改良型が採用され、結局このエンジンは採用されずに終わった。セントーラスを採用した軍用機として設計されたのは事実上シーフューリーだけであった（ファイアブランドもセントーラスを採用した数少ない機種だが、元々セイバーエンジンで設計されており、その不足分を埋める代替用としてセントーラスを採用したのであって、最初からこちらを採用したわけではなかった）。また戦後は旅客機のエンジンとしても売り出され、自社のブラバゾンの原型機に搭載されていた。
同時期に開発されたセントーラス級の大馬力星型エンジンの競合機としては、同じ二重星型18気筒ならアメリカ合衆国のカーチス・ライトのR-3350、性能面で言えば同国の四重星型28気筒のプラット・アンド・ホイットニー R-4360となる。ただ、いずれも信頼できる製品を供給できるようになるまでに手間取っている。後者については大きな問題はなく、大戦中に生産はされたものの、実戦で使用されなかったが、民生用として一定の成功を収めることはできた。前者は、空気抵抗削減やエンジン自重の軽量化を追求するあまり、いくつかの問題を抱え、軍用機用のものは生産しながら対応にあたり解決の目処がたったが、民生用としては複雑な構造が災いしてトラブルが頻発し不評であった。
一方セントーラスは生産が遅れたことにより初期段階に生じた不具合の解決が円滑に進み、結果的にエンジンが熟成されることとなり、生産が始まった1942年以降は大きな問題が生じず、比較的信頼性の高い製品が送り出す結果となった。ただし、前述の通り、製造会社の規模の違いや採用機種の少なさから、戦後はセントーラスよりもアメリカ系のエンジンの方が普及し、それらと比べて商業的には成功を収めることができなかった。ただ、どのエンジンにしろターボプロップ方式やジェットエンジンの実用化により、A-1 スカイレイダーのような例外を除けば、それらが普及するにつれ姿を消すこととなった。

## 性能諸元（セントーラス VII）
- タイプ：空冷星型複列18シリンダー（9シリンダー×2列）
- ボア×ストローク：146 mm × 178 mm
- 排気量：53,600 cc
- 全長：1,895mm
- 直径：1,405 mm
- 重量：1,223 kg
- 1シリンダー当りのバルブ数：吸気×2,排気×2 （スリーブバルブ）
- 燃料供給方法：直接噴射式
- 圧縮比：7.2
- 過給機：遠心型機械式1段2速
- 離昇馬力：2,520 hp / 2,700 rpm
- 出力体積比：0.047 hp/cm³
- 出力重量比：2.1 hp/kg

## 搭載機
- エアスピード アンバサダー
- ブラックバーン ビバリー
- ブラックバーン ファイアブランド
- Blackburn Firecrest
- ブリストル ブラバゾン
- ブリストル ブリガンド
- ブリストル バッキンガム
- ブリストル バックマスター
- フェアリー スピアフィッシュ
- ホーカー シーフューリー
- ホーカー テンペストMk.II
- Hawker Tornado
- ショート ソレント
- ビッカース ウォーウィック
- ブレダ・ザパタ BZ.308